# Visual Karma (Body, Mind and Soul)
Visual Karma (Body, Mind and Soul) è un DVD dal vivo dei Lacuna Coil.

## Descrizione
L'album contiene una grande quantità di materiale registrato durante i tre anni di promozione dell'album Karmacode, tra cui le performance complete dei concerti del 2007 al Loud Park in Giappone e al Wacken Open Air in Germania, mini-film dedicati ai vari membri del gruppo, i video musicali per i quattro singoli, dietro le quinte e un link che dà la possibilità di ascoltare in esclusiva l'album che uscirà nel 2009.
La versione limitata contiene l'album Karmacode in audio DVD con missaggio in 5.1 e un live cd registrato al Wacken Open Air 2007.
Il disco è uscito in Europa il 31 ottobre 2008 e negli Stati Uniti il 25 novembre 2008.

## Tracce
| Wacken 2007: 1. Intro 2. To The Edge 3. Fragments of Faith 4. Swamped 5. In Visible Light 6. Fragile 7. Closer 8. Senzafine 9. What I Se 10. Enjoy the Silence 11. Heaven's a Lie 12. Our Truth Loudpark 2007: 1. Intro / To The Edge 2. Swamped 3. Closer 4. Within Me 5. Daylight Dancer 6. Our Truth | 1. Our Truth (Promotional Video) 2. Enjoy the Silence (Promotional Video) 3. Closer (Promotional Video) 4. Within Me (Promotional Video) 1. The Band: Simple As Water 2. Inside Milan 3. The Leaning Journey of Pizza 4. 7-Seven... Strings Life 5. The Real Thing 6. Enter The Drummer 7. Behind The Scenes: Australian Tour 2007 8. First Time In Japan 9. Making Of The Our Truth Video 10. Making Of The Closer Video 11. Fan Submissions (Lacuna Coil's Introductory Clip) 12. Empty Spiral Interview 13. To The Edge Remix Contest (Photogallery) 14. Inside The Spiral (Link) 15. Links |